# Dover Sun House
Dover Sun House var ett av världens första soluppvärmda hus, det ritades av arkitekten Eleanor Raymond och hade ett värmesystem utvecklat av fysikern Mária Telkes.
År 1948 började Mária Telkes och arkitekten Eleanor Raymond arbeta på Dover Sun House, , projektet finansierades av filantropen och skulptören Amelia Peabody, och byggdes på hennes ägor i Dover, Massachusetts.
Huset värmdes av ett system som utformades så att natriumsulfat fick smälta i ett soluppvärmt utrymme. Dagtid förde fläktar luft genom det varma utrymmet och via kanaler ut till husets rum, nattetid fördes luft genom samma utrymme där saltet då svalnade och avgav sin lagrade värme.  
Under de första två åren var huset framgångsrikt, fick enorm publicitet och drog massor av besökare. Popular Science hyllade det som kanske viktigare, vetenskapligt, än atombomben.
Dover Sun Huose var ett av världens första soluppvärmda hus, men ägarna fick dock ta bort systemet, när det vid den tredje vintern fanns problem med natriumsulfatet, det hade skiktat sig i lager av flytande och fast material, och dess behållare var korroderade och läckte.  1954 ersattes solvärmesystemet av en konventionell oljepanna, huset revs 2010. 